# Deere & Company
Deere & Company, «Дир энд компани» — американская машиностроительная компания, выпускающая сельскохозяйственную, строительную и лесозаготовительную технику под торговыми марками John Deere, Nortrax, Wirtgen и Hamm. Крупнейший в мире (на 2009 год) производитель сельскохозяйственной техники. Штаб-квартира компании расположена в городе Молин (штат Иллинойс).

## История
Компания основана в 1837 году американским кузнецом и промышленником, изобретателем стального плуга Джоном Диром. На стальной плуг, в отличие от прежних чугунных, не налипала земля, поэтому плуги Дира пользовались большой популярностью; к 1850 году его предприятие выпускало по 1600 плугов в год. В 1868 году предприятие было зарегистрировано как компания Deere & Company. После смерти Джона Дира в 1886 году во главе компании стал его сын Чарльз. При нём ассортимент продукции был расширен культиваторами, сеялками и другим оборудованием, с начала 1900-х годов появились плуги на паровой тяге.
В 1911 году был куплен производитель сеялок Van Brunt Manufacturing Company, а в 1918 году — один из первых производителей тракторов, компания Waterloo Gasoline Engine (в это время она уже продавала по 8 тыс. тракторов в год). В 1923 году Deere & Company начала выпуск своей модели трактора, названной Model D. К 1937 году оборот компании достиг 100 млн долларов. В 1952 году компания первой представила комбайн для уборки и очистки кукурузы. В 1955 году Deere & Company вошла в сотню крупнейших промышленных компаний США. С 1956 года началось расширение деятельности за рубеж, первым приобретением стал немецкий производитель тракторов Heinrich Lanz, за ним последовали предприятия во Франции, Испании, Аргентине, Мексике, Канаде и ЮАР; эта экспансия оказалась плохо продуманной и следующие 15 лет зарубежные операции приносили большие убытки. В 1957 году для строительства новой штаб-квартиры был нанят архитектор Ээро Сааринен; завершённое через 7 лет здание стало одной из главных достопримечательностей города Молин.
В 1958 году было создано финансовое подразделение, а через десять лет была куплена нью-йоркская страховая компания Fulton Insurance Company; финансовые и страховые услуги защищали компанию от цикличных спадов спроса на сельскохозяйственную технику. С той же целью с конца 1950-х годов Deere & Company начала производство строительной и дорожной техники, а с 1963 года — газонокосилок и ручного инструмента. С 1969 года компания начала создавать сеть сервисных центров в США и Канаде. В 1972 году началось производство велосипедов John Deere, также в этом году зарубежные операции впервые начали приносить прибыль.

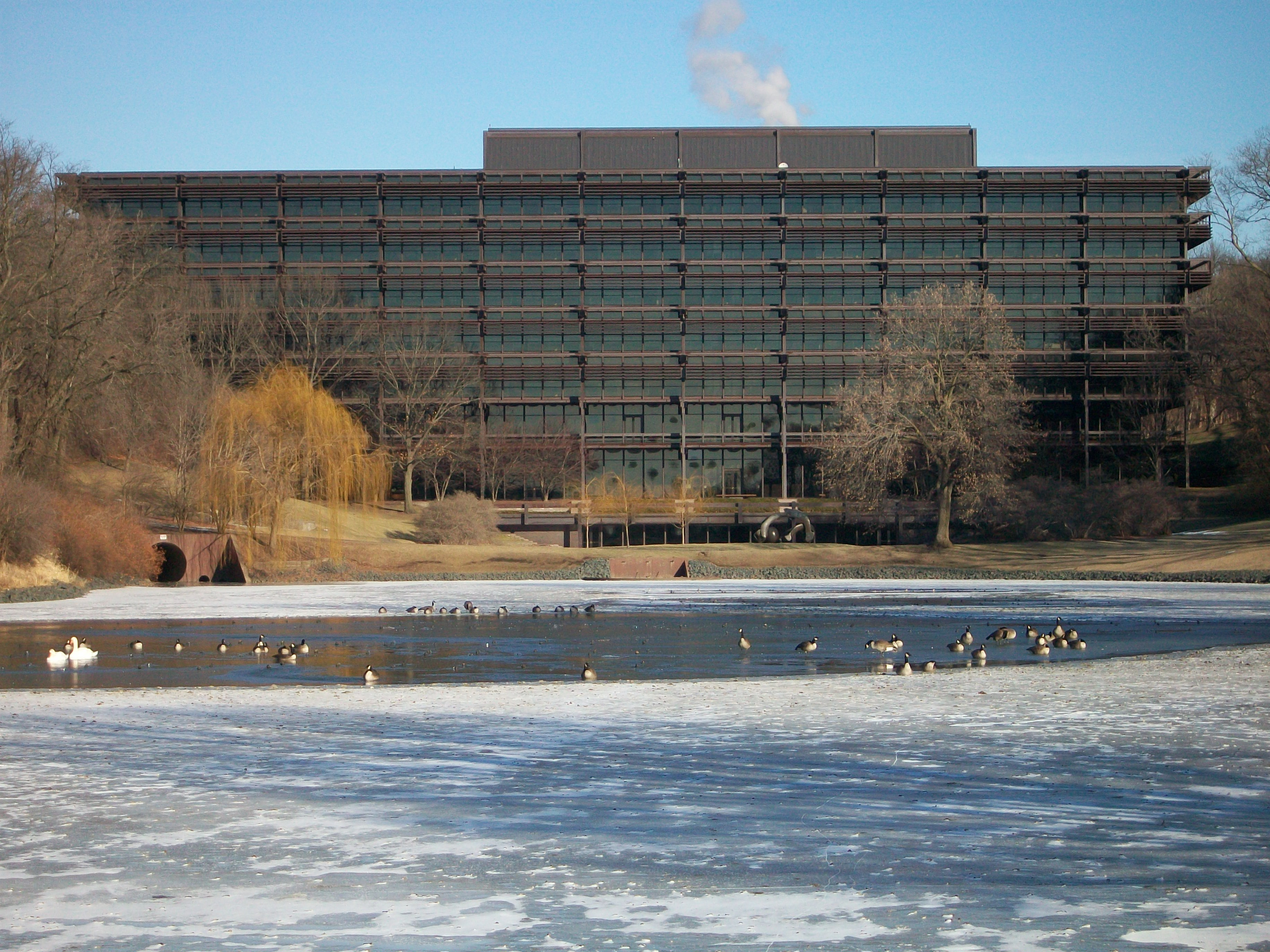
John Deere World Headquarters

В начале 1980-х годов компания испытывала большие проблемы из-за спада в сельском хозяйстве США и несвоевременных инвестиций в расширение производства. С 1980 по 1983 год было уволено 40 % рабочих, роботизированный завод в Айове стоимостью 1,5 млрд долларов, открытый в 1981 году, работал в убыток. В 1982 году финансовое подразделение было расширено покупкой страховой компании Central National Life Insurance Company, также компания начала сдавать технику фермерам в аренду. С 1983 года компания начала импортировать в США строительную технику японского концерна Hitachi. В середине 1980-х годов Deere производила комплектующие для других машиностроительных компаний. В 1987 году убыток компании составил 99 млн долларов, но затем началось улучшение ситуации на рынке сельскохозяйственной техники, за время кризиса Deere смогла увеличить свою долю на этом рынке с 45 % до 55 %. Уже в 1988 году компания получила чистую прибыль 315 млн долларов на выручку 5,4 млрд долларов. В 1990-х годах компания начала осваивать Восточную Европу, в 1993 году было заключено маркетинговое соглашение с чешским производителем тракторов Zetor, а в 1996 году компания заключила свою самую большую на то время сделку, поставив на 187 млн долларов комбайнов в Украину. В 1997 году было создано совместное предприятие в КНР. На начало 2000-х годов Deere & Company была крупнейшим производителем сельскохозяйственной техники в мире.
В 2017 году Deere & Company приобрела немецкую группу Wirtgen Group, стоимость сделки составила 4,4 млрд евро.

## Собственники и руководство
Председатель совета директоров и исполнительный директор компании — Джон Мэй (англ. John C. May).
Предшествующие руководители компании:
- Джон Дир;
- Чарльз Дир;
- Уильям Баттерворт;
- Чарльз Дир Вайман;
- Уильям Хьюитт;
- Роберт Хэнсон;
- Ханс Бечерер;
- Роберт В. Лэйн;
- Сэмюэль Аллен.

## Деятельность

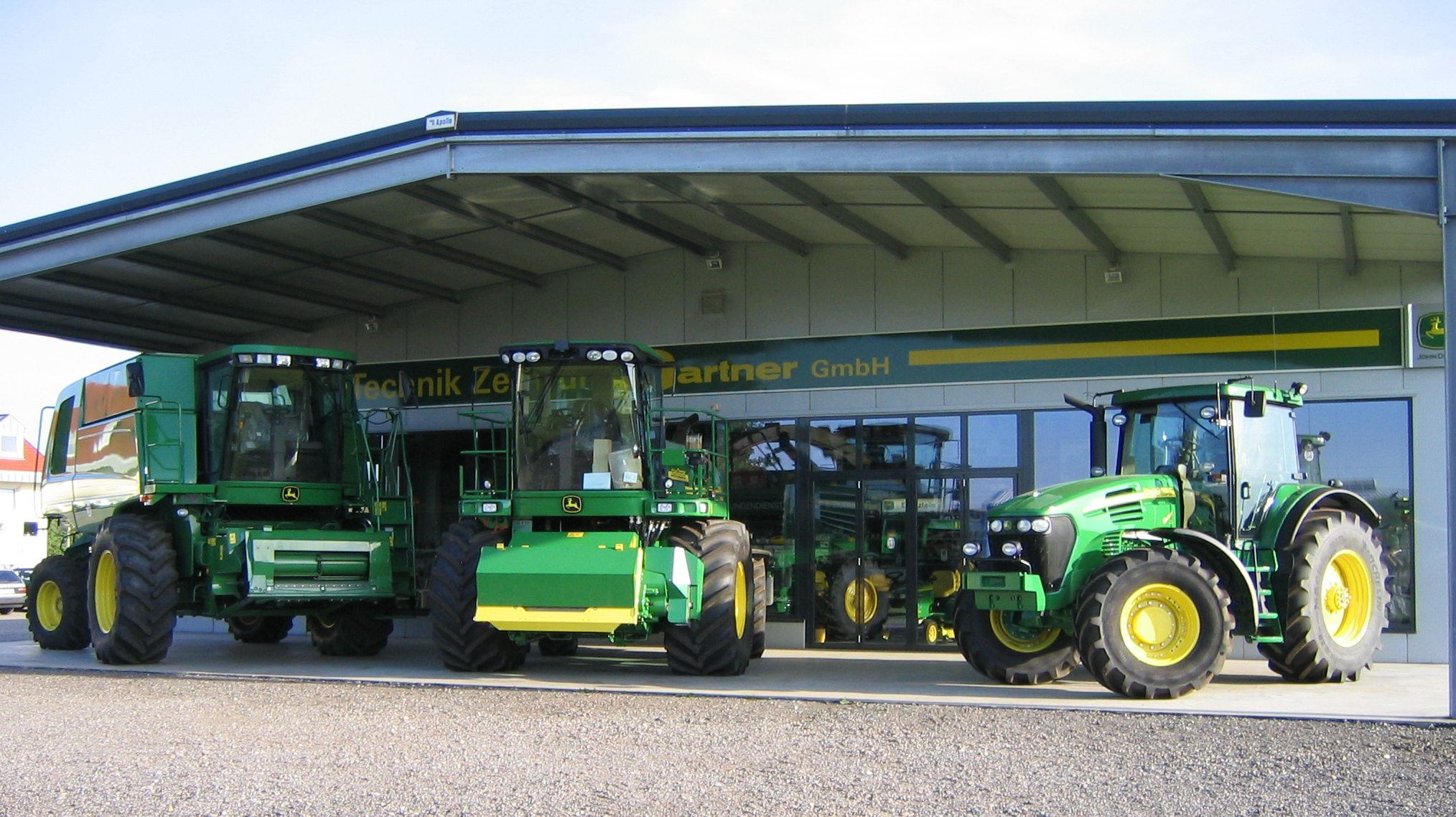
Техника John Deere

Компания выпускает сельскохозяйственную технику (в том числе тракторы, комбайны и т. п.), строительную технику, садово-парковое оборудование, снегоуборочные машины, лесозаготовительную технику, а также двигатели под маркой John Deere (часто и саму компанию именуют John Deere).
Техника John Deere окрашивается в традиционные жёлтый и зелёный цвета.
Заводы компании расположены в основном в США, а также Германии, Индии, Канаде и др.
Подразделения по состоянию на 2022 год:
- Production and precision agriculture — производство техники для крупных и специализированных сельскохозяйственных предприятий, включая большие тракторы и навесное оборудование, комбайны, хлопкоуборочные машины и др.; 42 % выручки.
- Small agriculture and turf — производство техники для малых сельхоз предприятий и для ухода за газонами, включая малые тракторы и газонокосилки, а также бензопилы и другой ручной инструмент; 26 % выручки.
- Construction and forestry — производство техники для строительства и лесного хозяйства, включая различные типы экскаваторов и погрузчиков, дорожную технику, технику для лесозаготовки; 25 % выручки.
- Financial services — финансовые услуги, такие как лизинг, кредитование покупки техники, финансирование дилеров; 7 % выручки.

Основным регионом деятельности являются США, на них в 2021/22 финансовом году пришлось 53 % выручки, далее следуют Латинская Америка (14 %), Канада (7 %), Западная Европа (12 %), Центральная и Восточная Европа (4 %), другие регионы (9 %).

### Показатели деятельности
| Год              | 2005  | 2006  | 2007  | 2008  | 2009  | 2010  | 2011  | 2012  | 2013  | 2014  | 2015  | 2016  | 2017  | 2018  | 2019  | 2020  | 2021  | 2022  |
| ---------------- | ----- | ----- | ----- | ----- | ----- | ----- | ----- | ----- | ----- | ----- | ----- | ----- | ----- | ----- | ----- | ----- | ----- | ----- |
| Выручка          | 21,19 | 22,15 | 24,08 | 28,44 | 23,11 | 26,01 | 32,01 | 36,16 | 37,80 | 36,07 | 28,86 | 26,64 | 29,74 | 37,36 | 39,26 | 35,54 | 43,93 | 52,18 |
| Чистая прибыль   | 1,447 | 1,694 | 1,822 | 2,053 | 0,874 | 1,864 | 2,800 | 3,065 | 3,537 | 3,162 | 1,940 | 1,524 | 2,159 | 2,368 | 3,253 | 2,751 | 5,963 | 7,131 |
| Активы           | 33,64 | 34,72 | 38,58 | 38,74 | 41,13 | 43,27 | 48,21 | 56,27 | 59,52 | 61,34 | 57,95 | 57,92 | 65,79 | 70,11 | 73,01 | 75,09 | 84,11 | 90,03 |
| Сотрудники, тыс. |       |       |       |       | 51,3  | 55,7  | 61,3  | 66,9  | 67,0  | 59,6  | 57,2  | 56,8  | 60,5  | 74,0  | 73,5  | 69,6  | 75,6  | 82,2  |

Примечание. Компания заканчивает финансовый год в конце октября.

### В России
Первая поставка оборудования John Deere в Россию была осуществлена ещё в 1880 году — это были плуги.
В 1923 году в Советскую Россию в качестве помощи было поставлено несколько тракторов.
В 1924—1932 годах в СССР, осуществлявший тогда процесс коллективизации, осуществлялись массовые поставки тракторов John Deere (только в 1930 году — 4181 штук).

#### Производство
В 2005 году в Оренбурге было открыто первое российское производство. За 10 лет инвестиции в оренбургскую площадку составили порядка 45 миллионов долларов. На 2015 год завод производил 9 моделей посевной и почвообрабатывающей техники с полным циклом производства и узловую сборку тракторов и комбайнов, общая локализация производства достигла 60 %. Выполняется металлообработка, сварка, окраска и сборка.
В 2010 году был открыт завод по сборке комбайнов, тракторов и строительной техники в городе Домодедово (Московская область). Инвестиции составили более 200 млн долл..
В 2020 году производство из Домодедово перенесено в Оренбург. Для этого созданы новые промышленные площади.
10 марта 2022 года компания приостановила свою деятельность в России. Представители компании заявили о трудностях с продолжением производства в России в связи с нарушением поставок комплектующих и санкциями. На Россию приходилось около 2 % выручки компании.

## Продукция

### Сельскохозяйственная техника

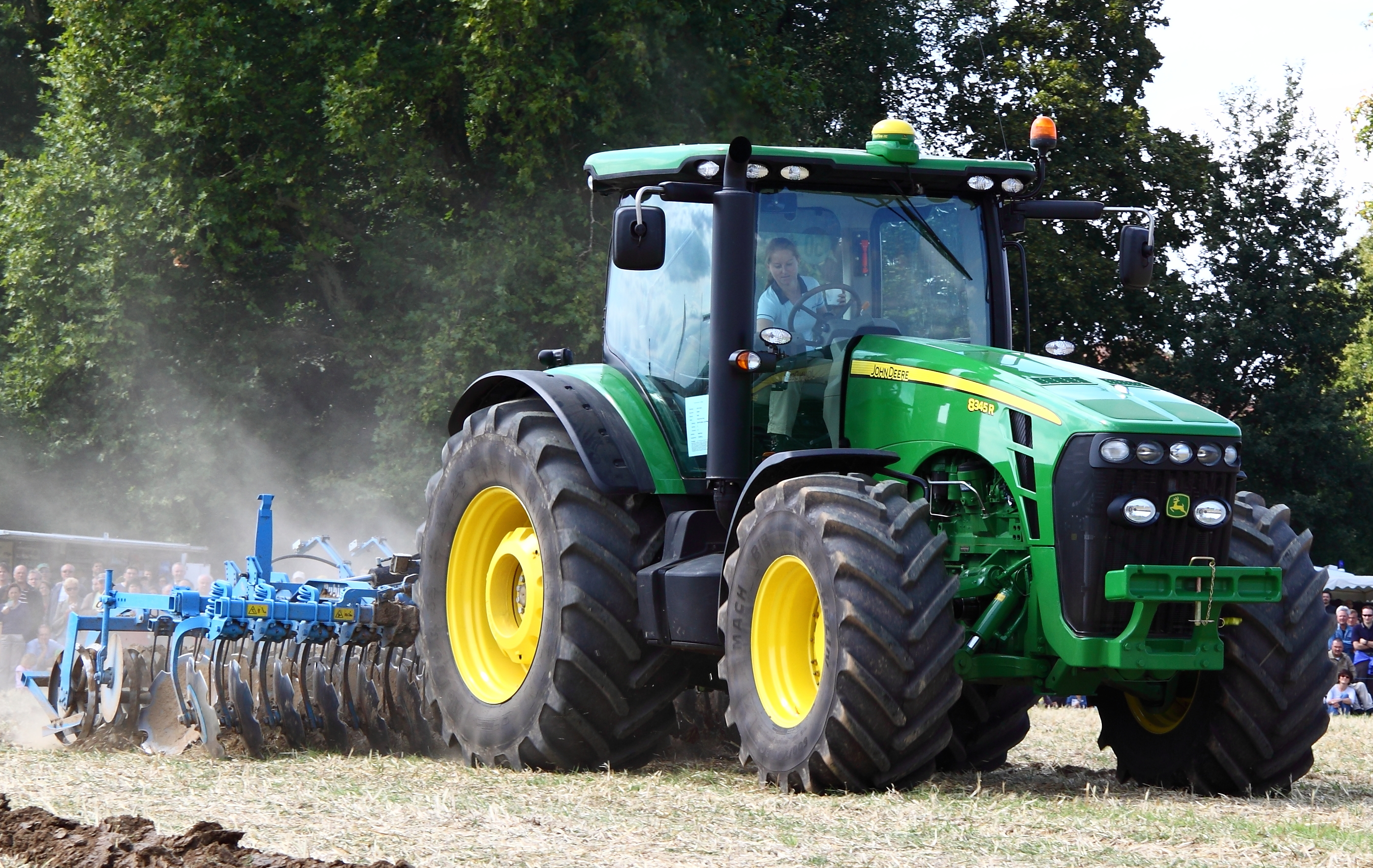
Трактор
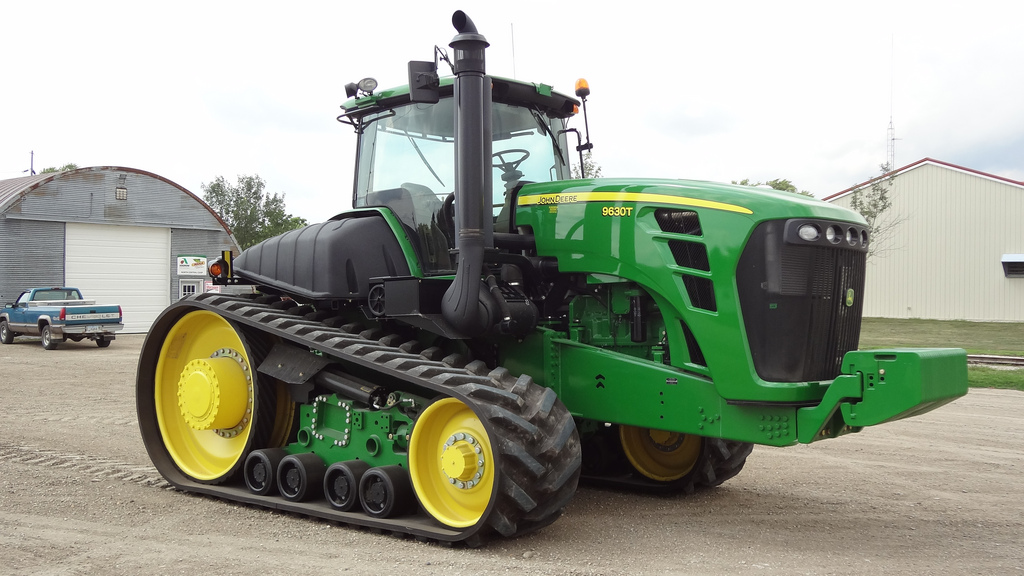
Гусеничный трактор (9630T)
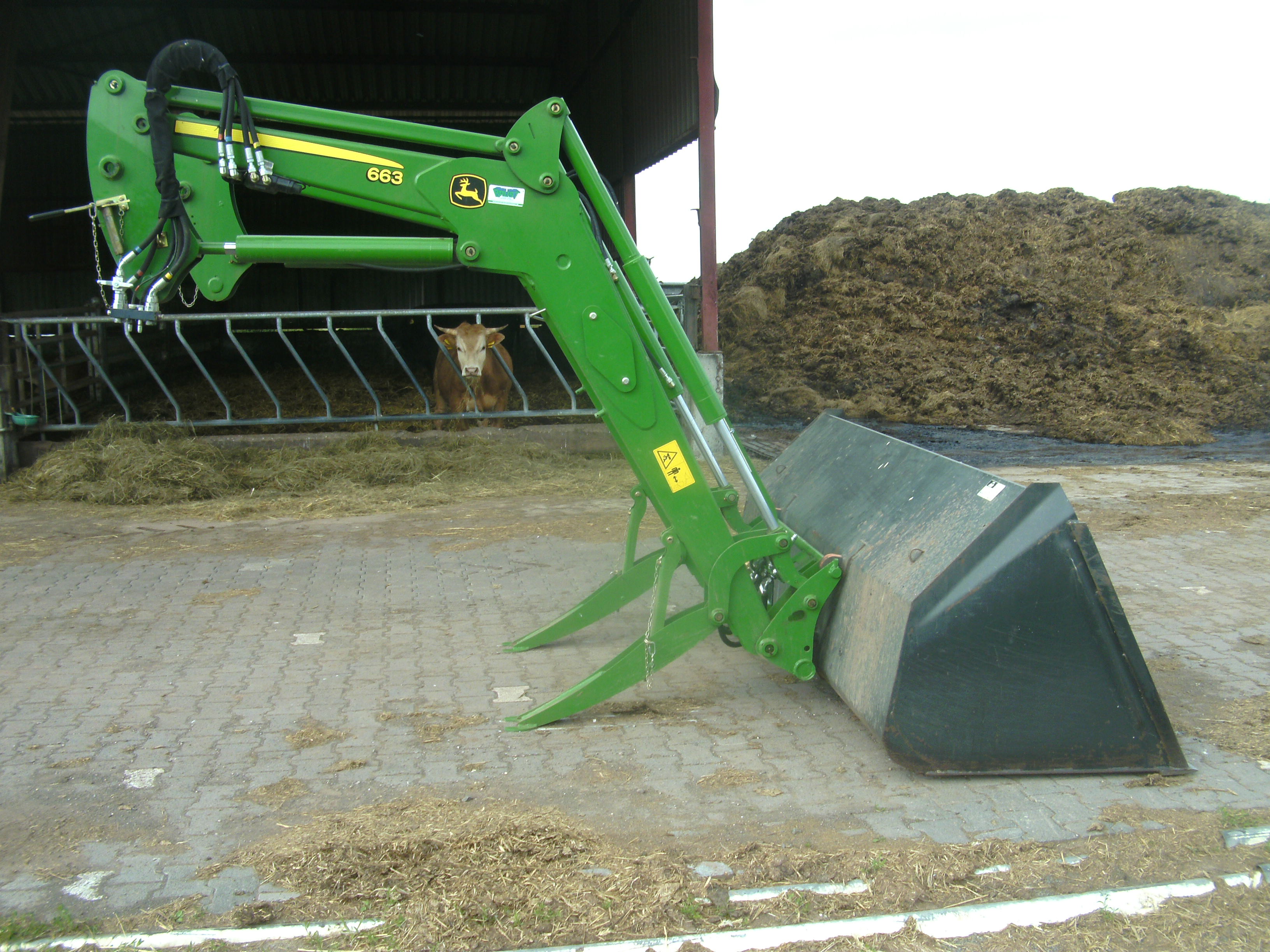
Навесной  фронтальный погрузчик
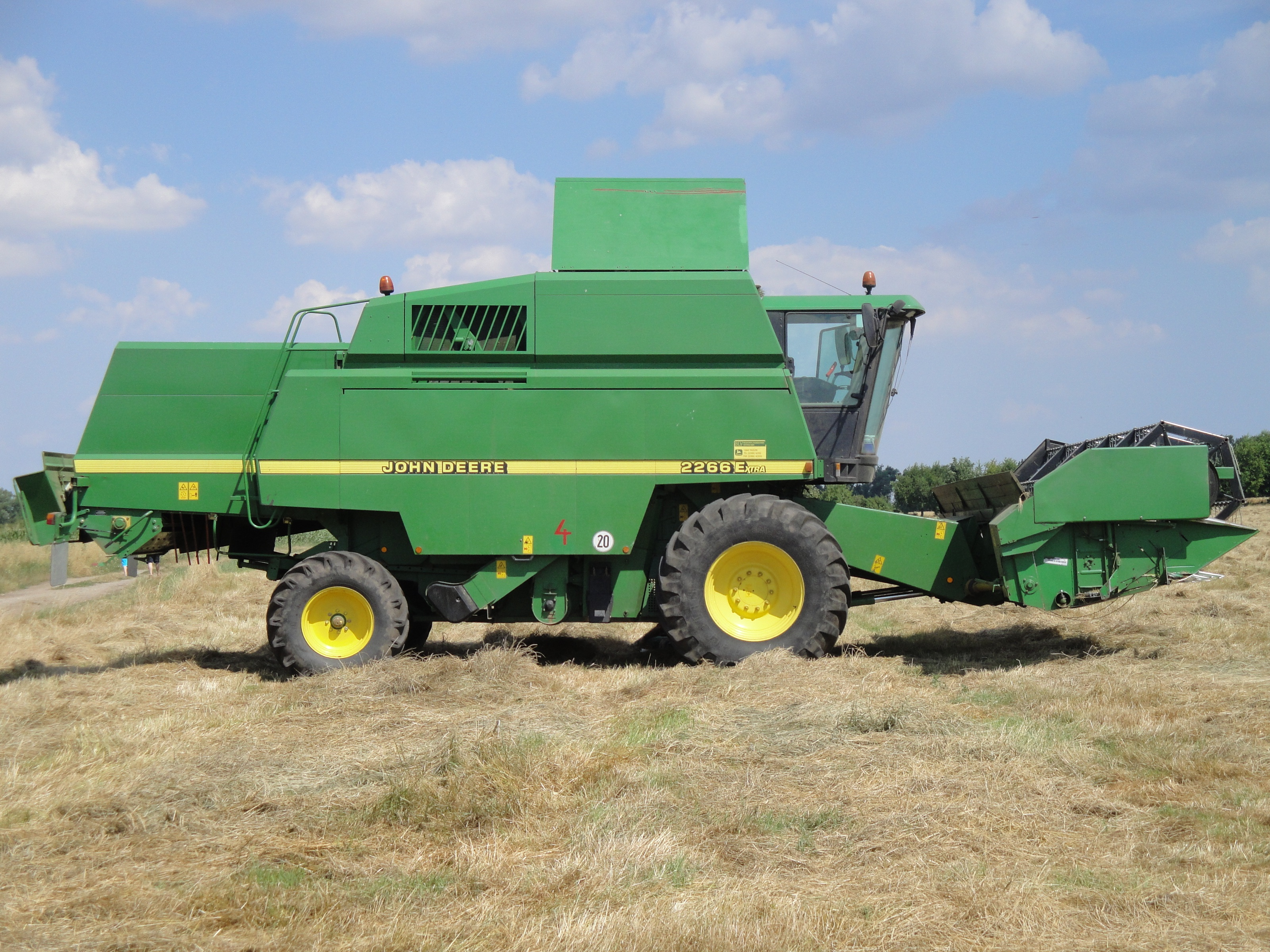
Зерноуборочный комбайн
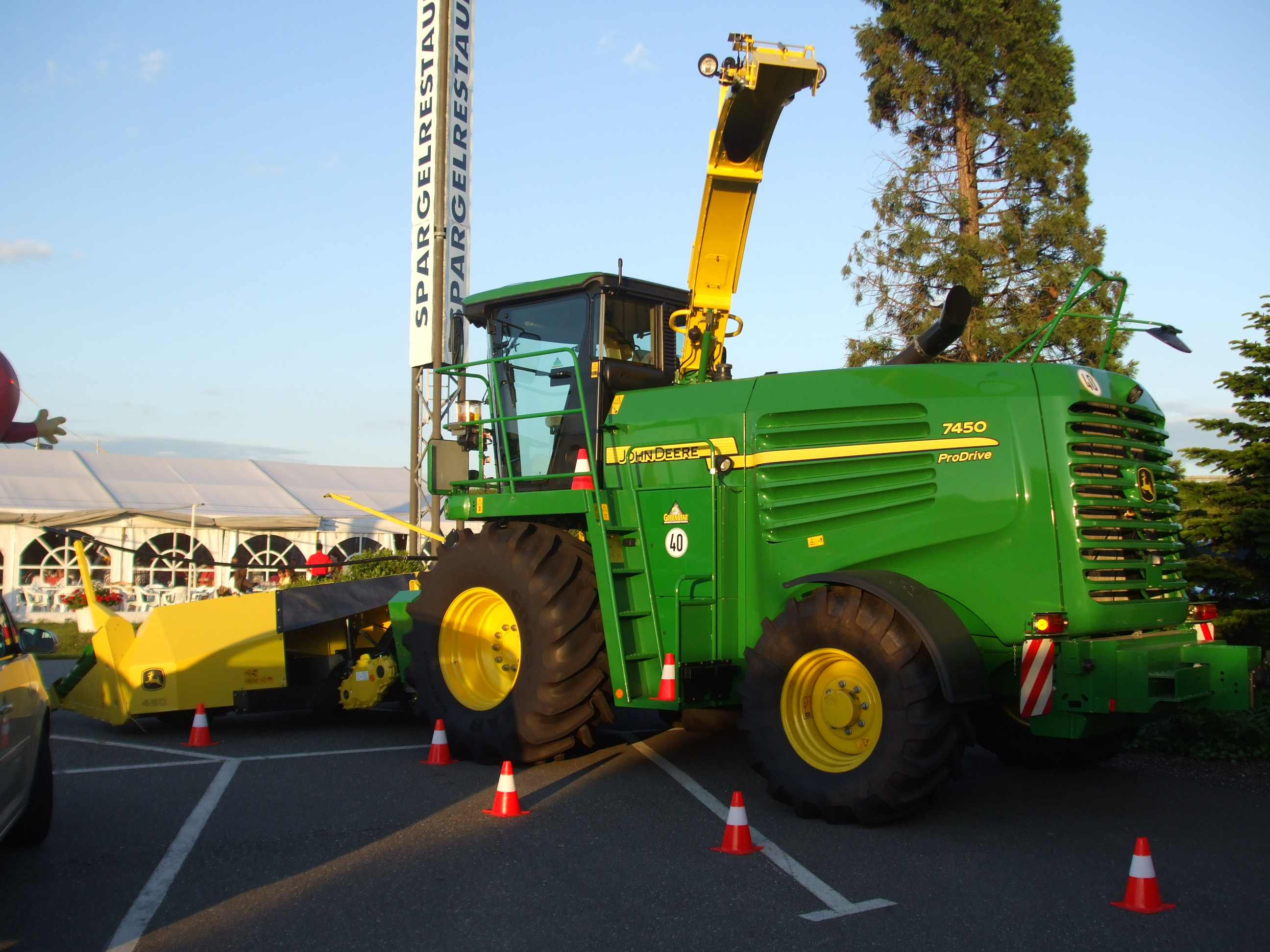
Кормоуборочный комбайн
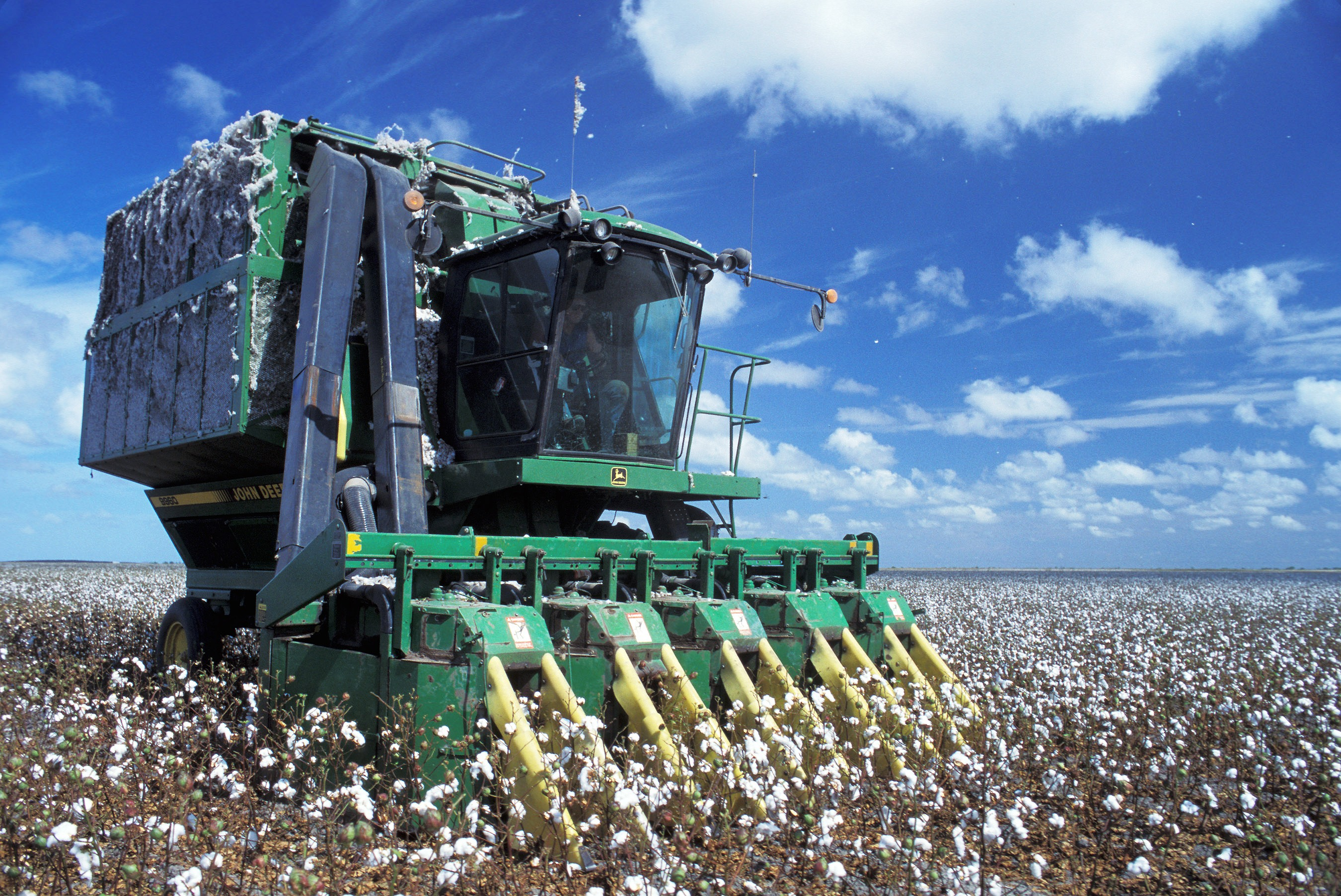
Хлопкоуборочная машина
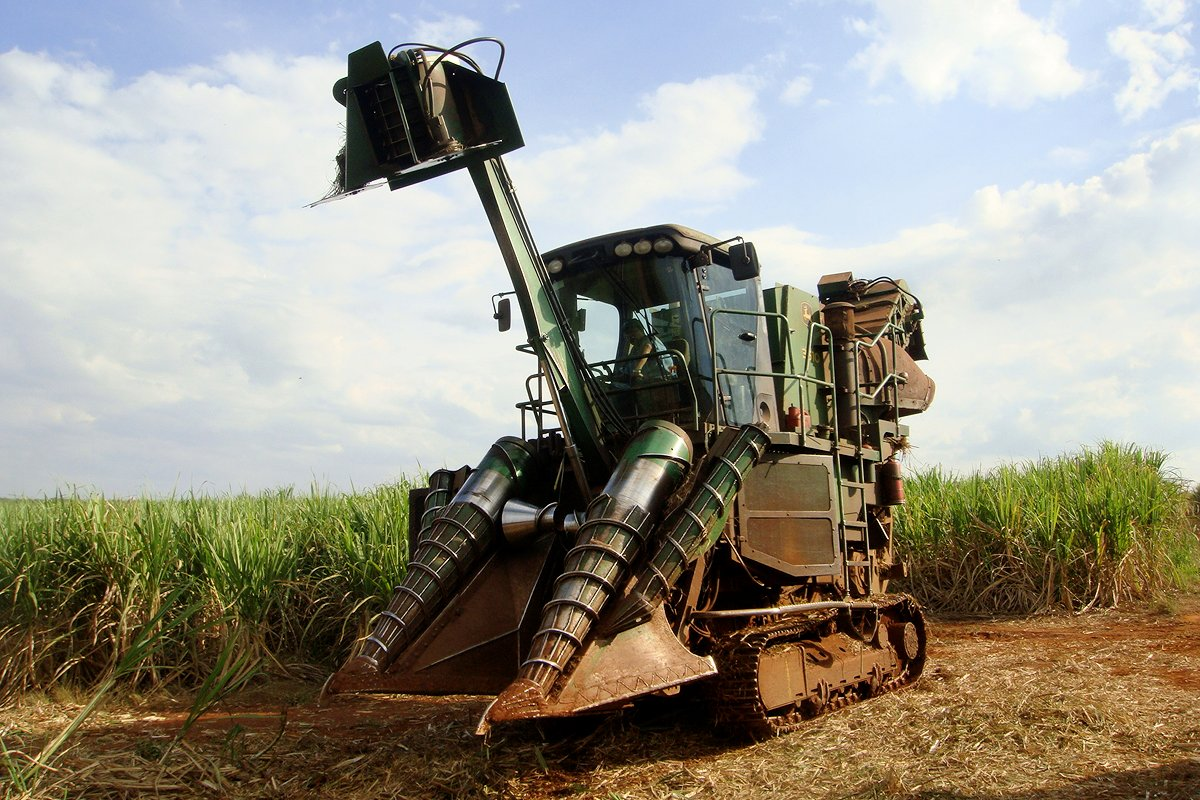
Комбайн для уборки сахарного тростника
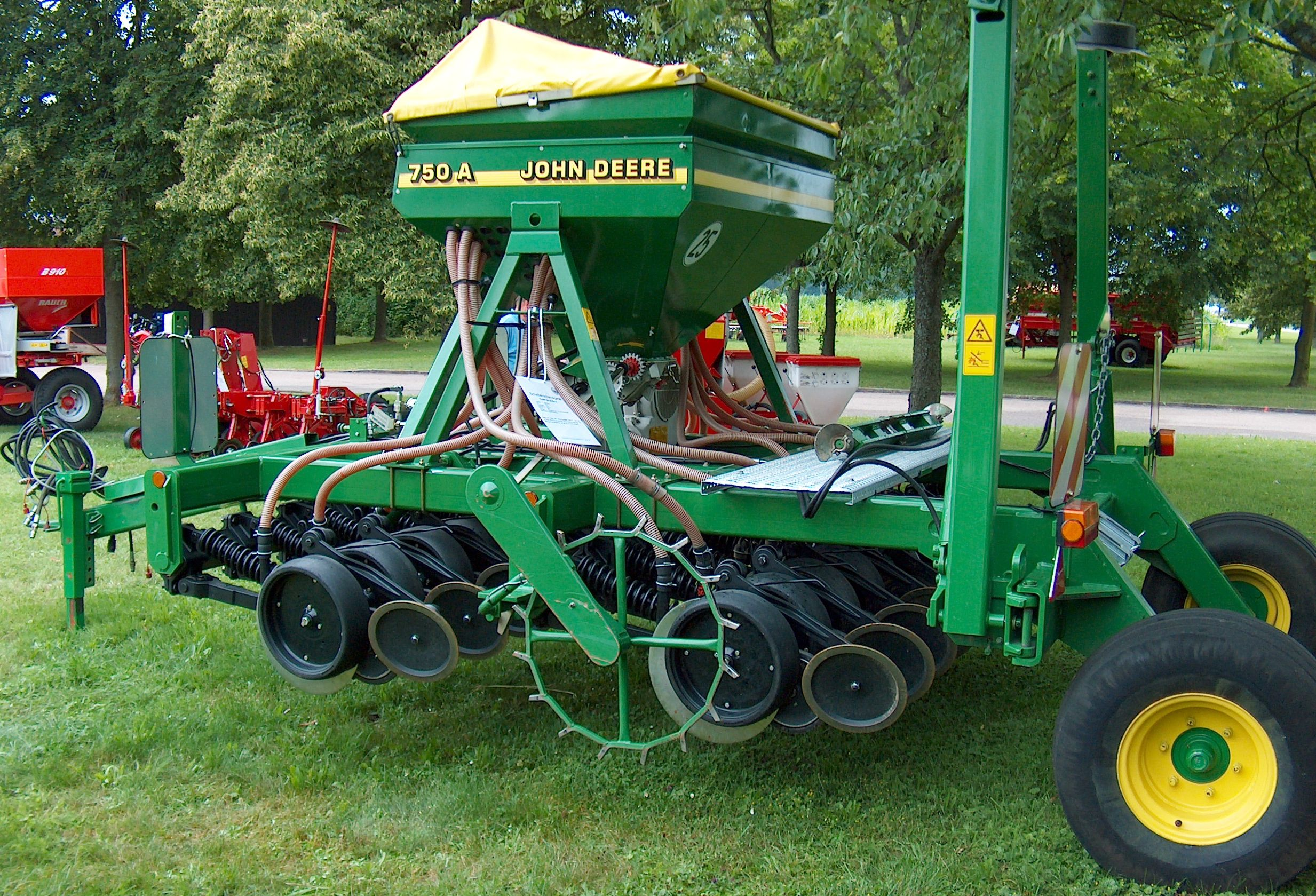
Сеялка
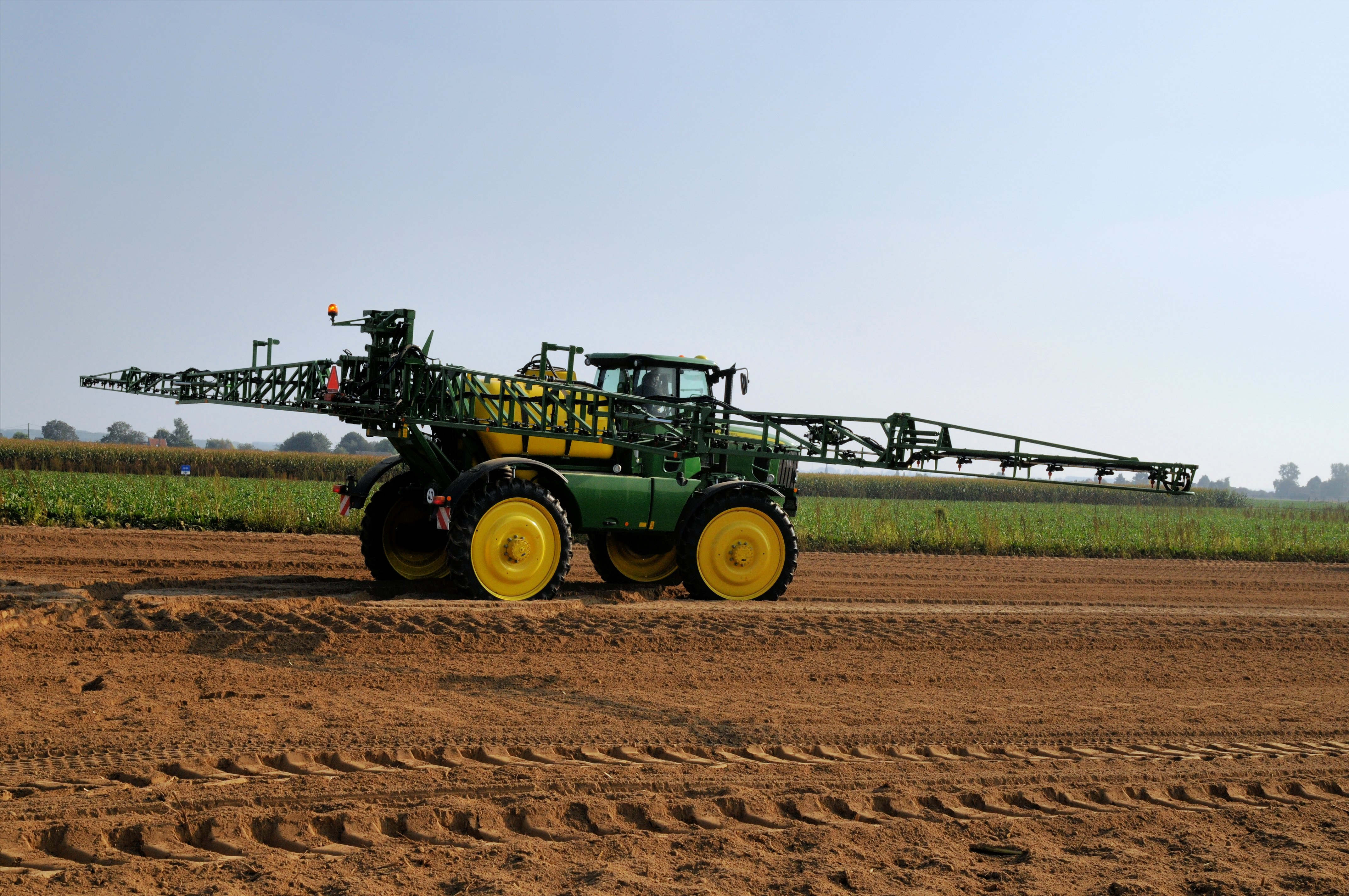
Полевой опрыскиватель
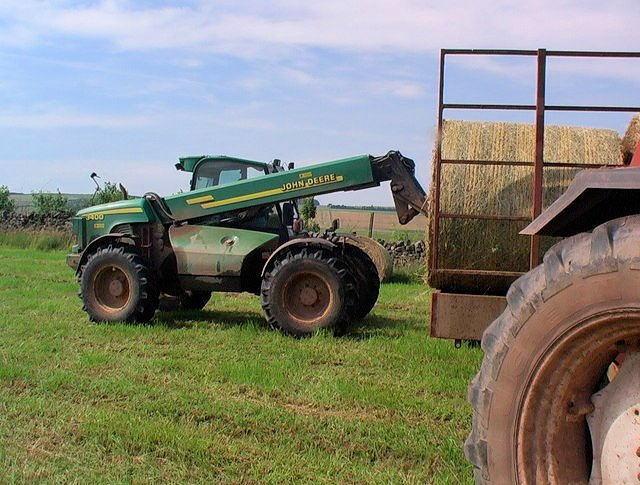
Телескопический погрузчик

### Строительная техника

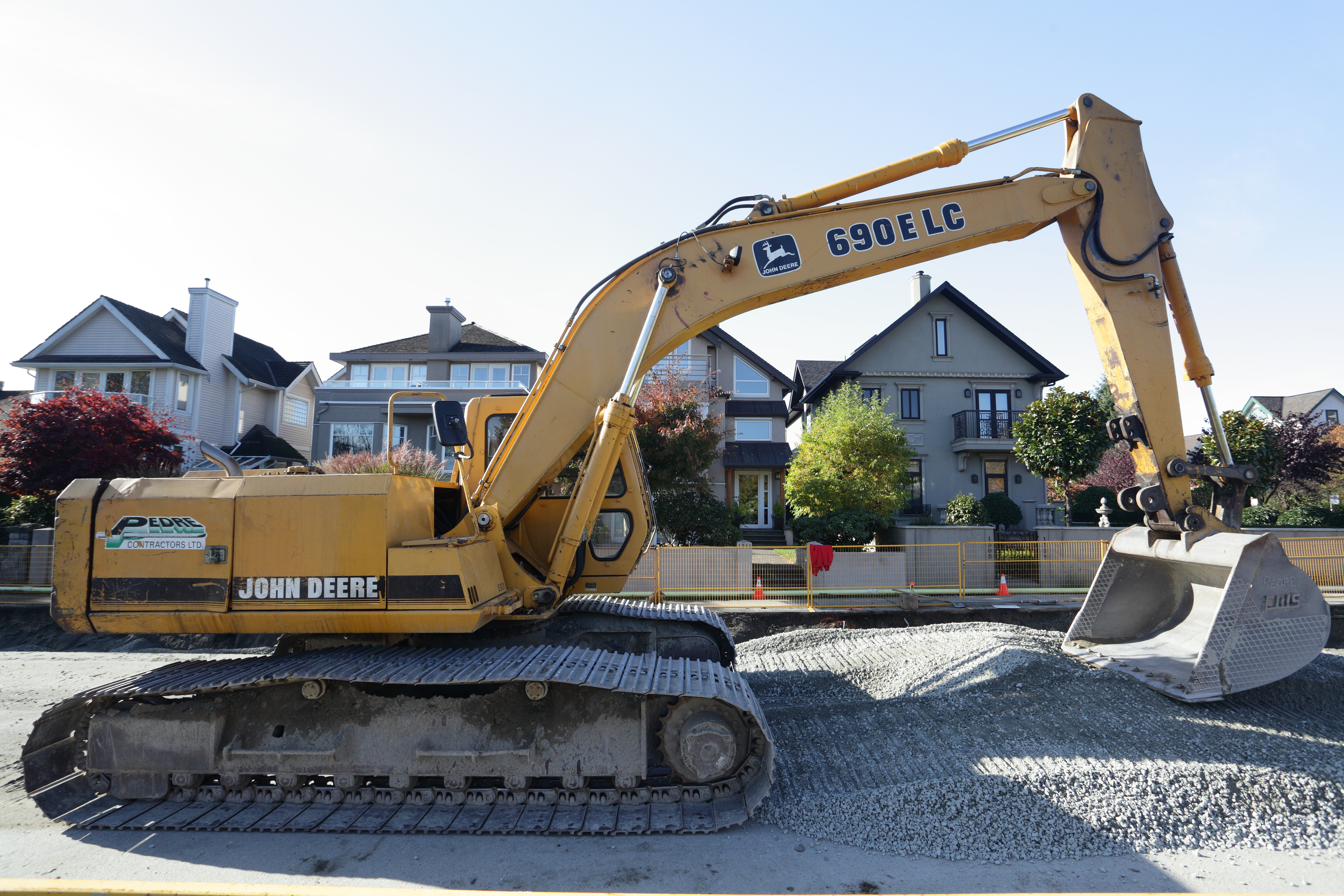
Экскаватор
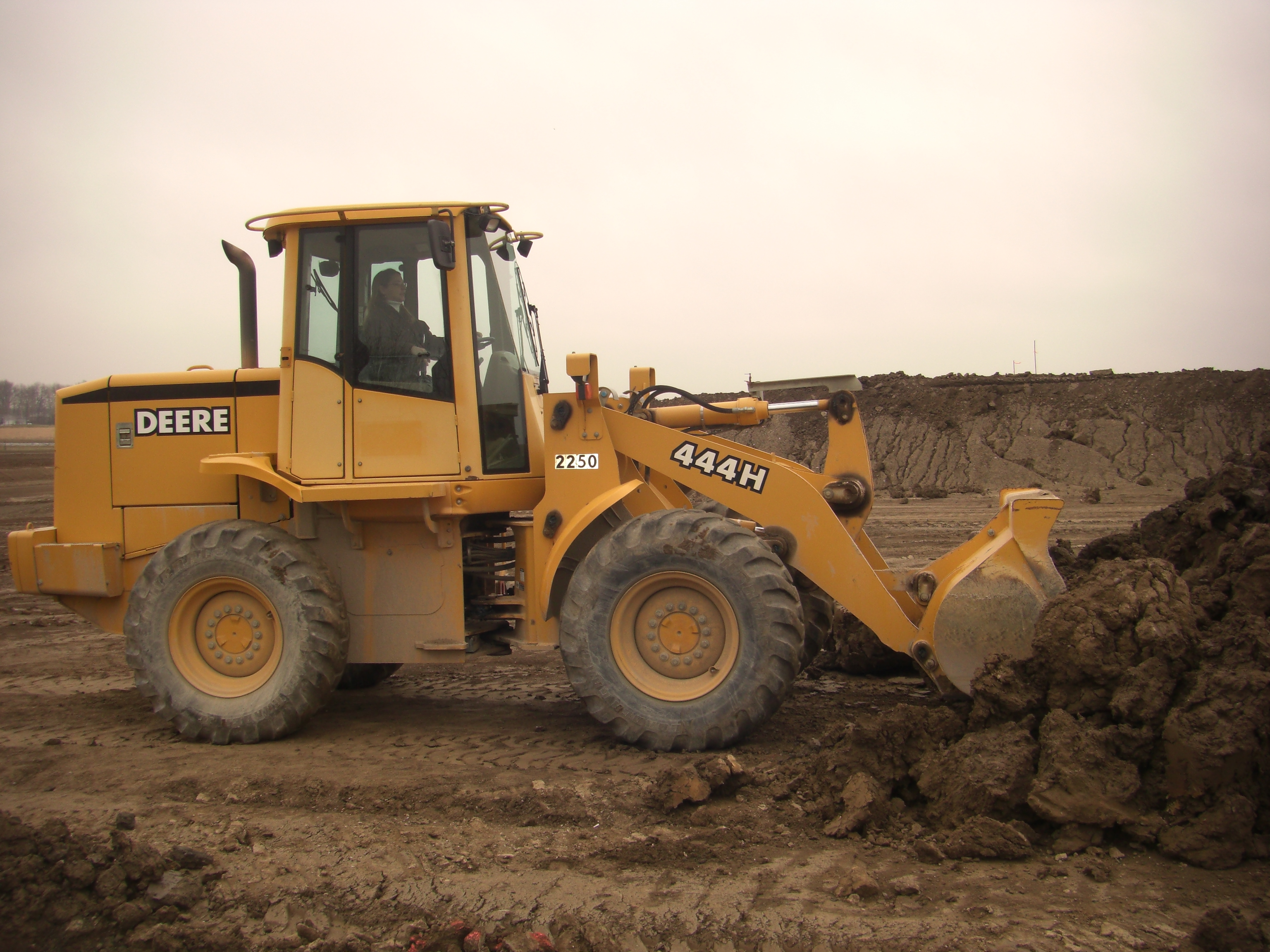
Погрузчик
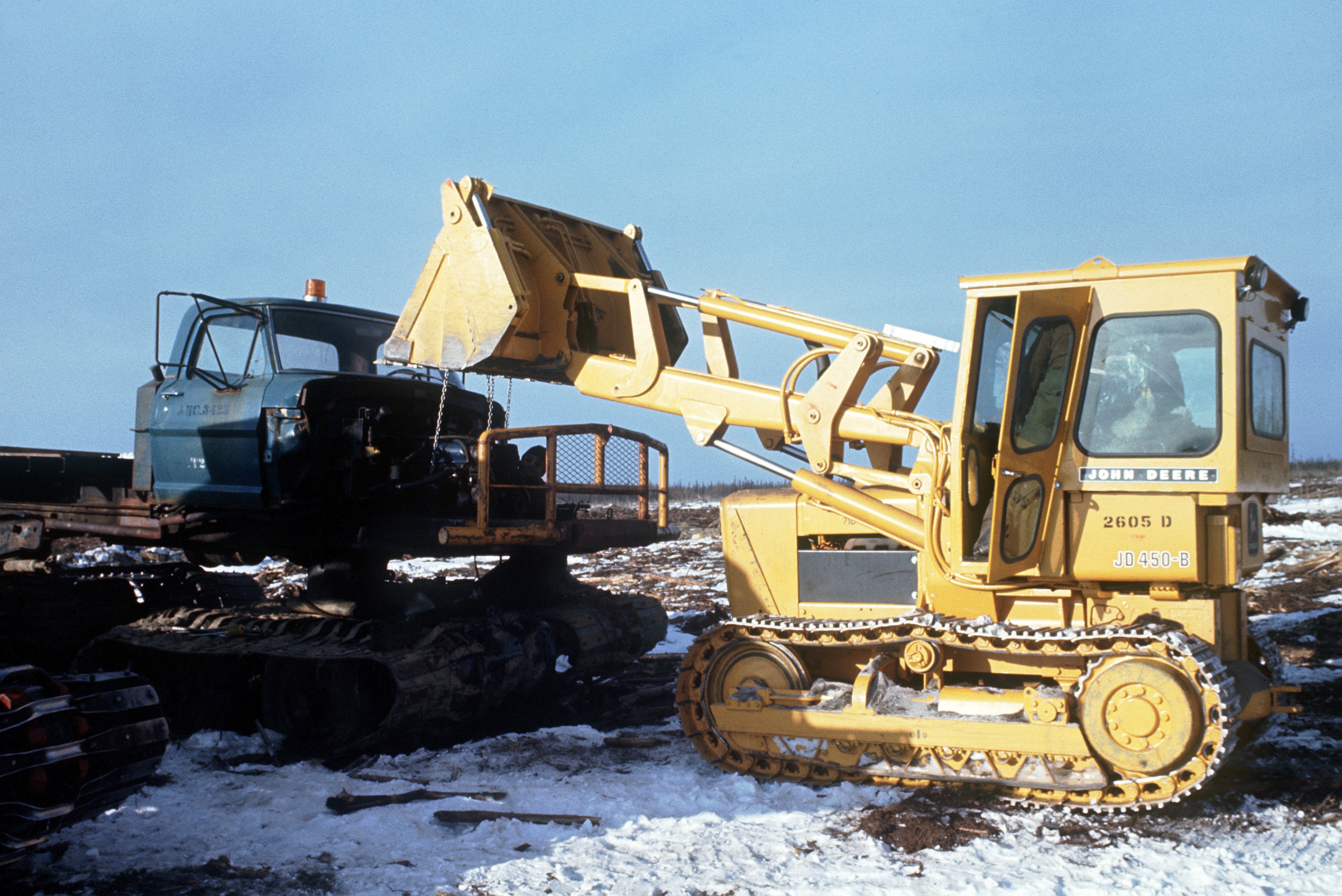
Гусеничный погрузчик
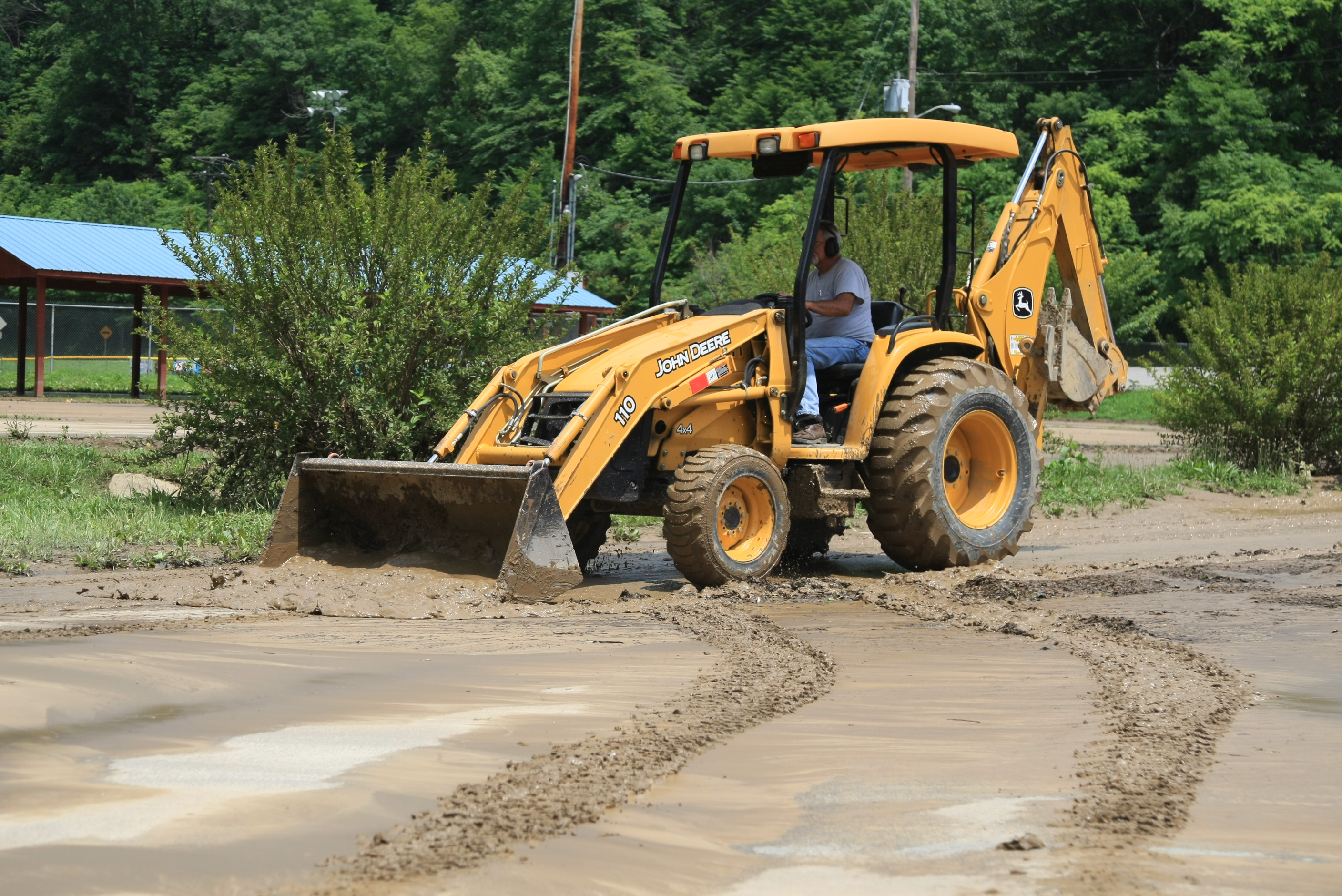
Экскаватор-погрузчик
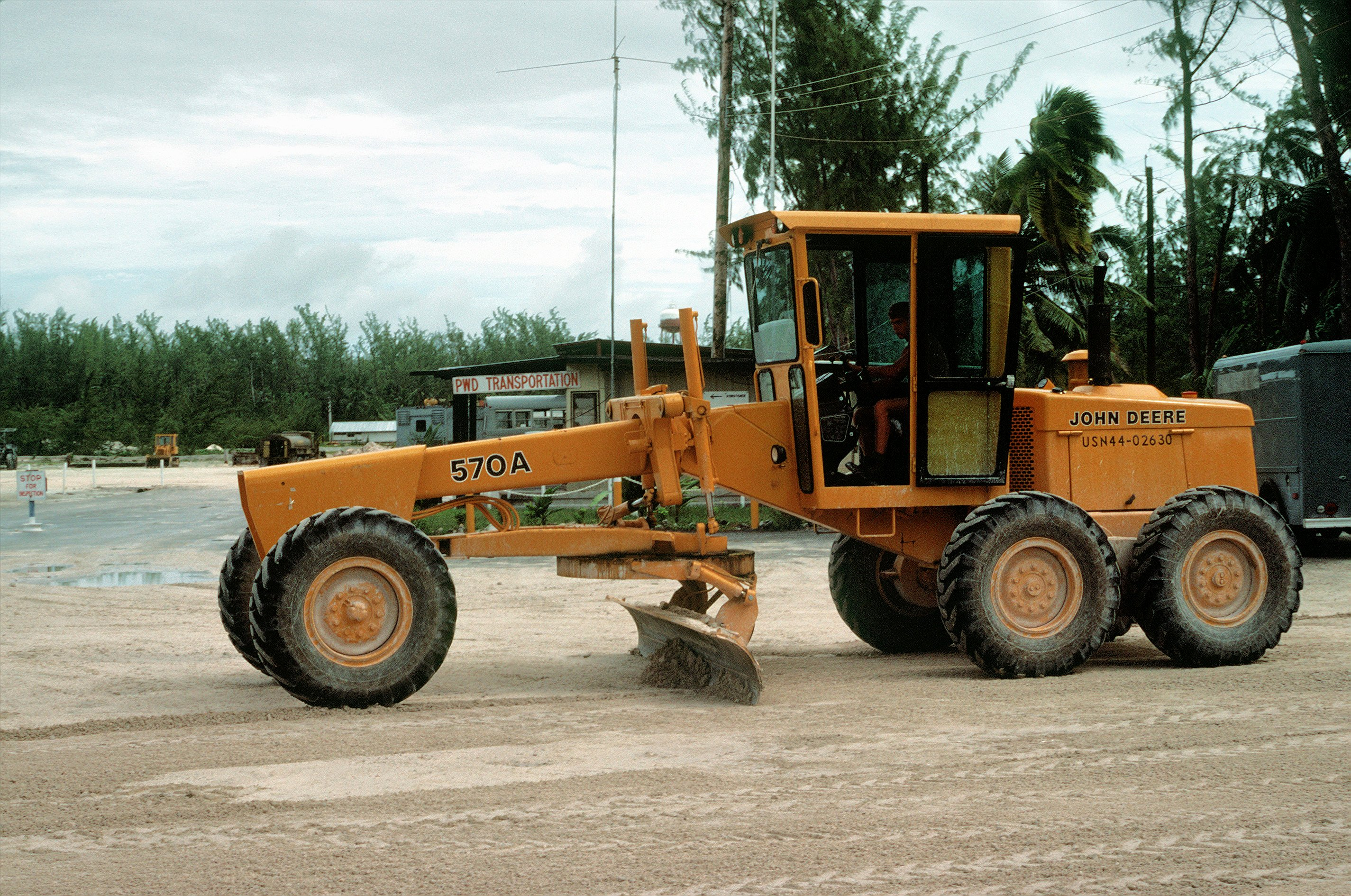
Грейдер

### Лесозаготовительная техника

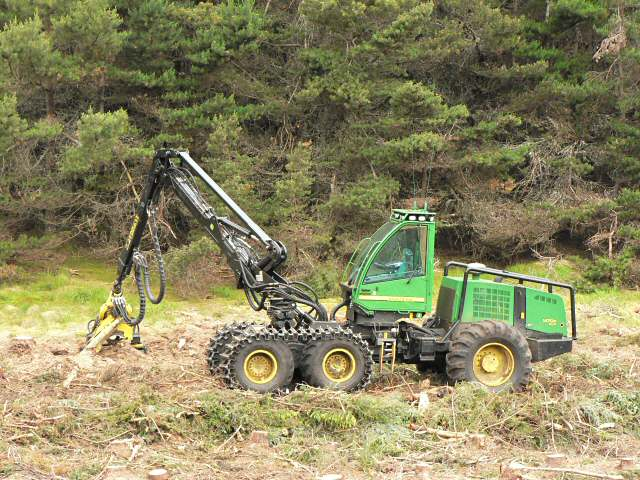
Лесозаготовительный комбайн
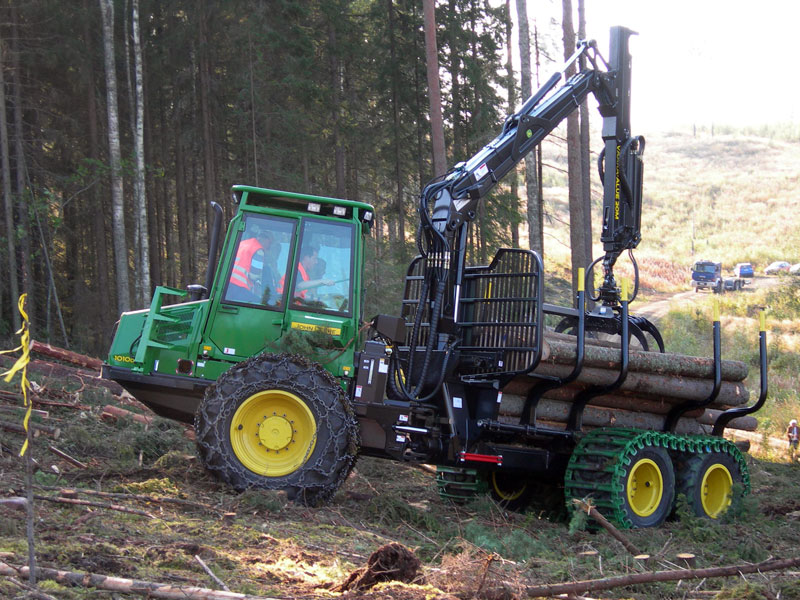
Форвардер
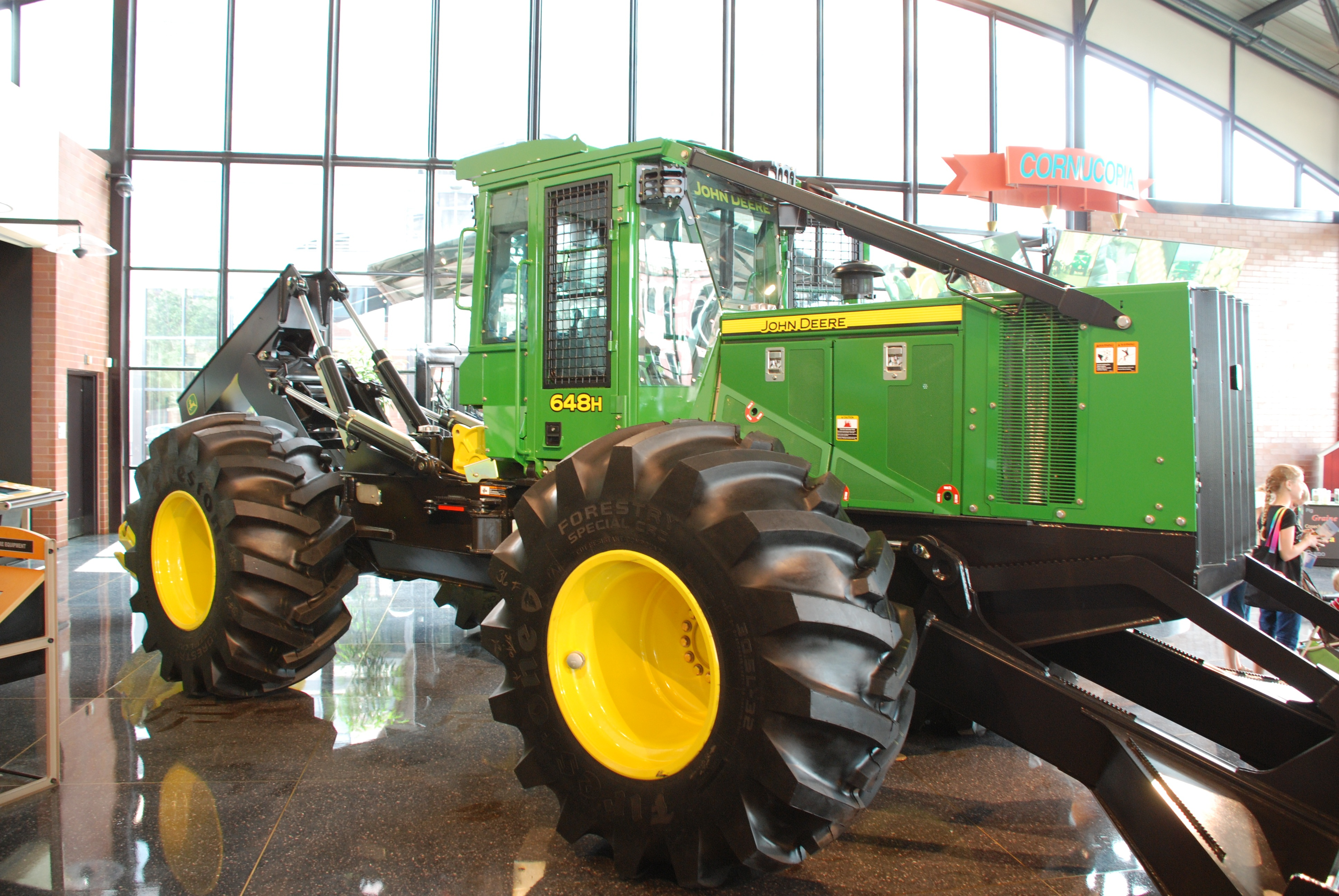
Трелёвочный трактор (скиддер)

### Другая продукция

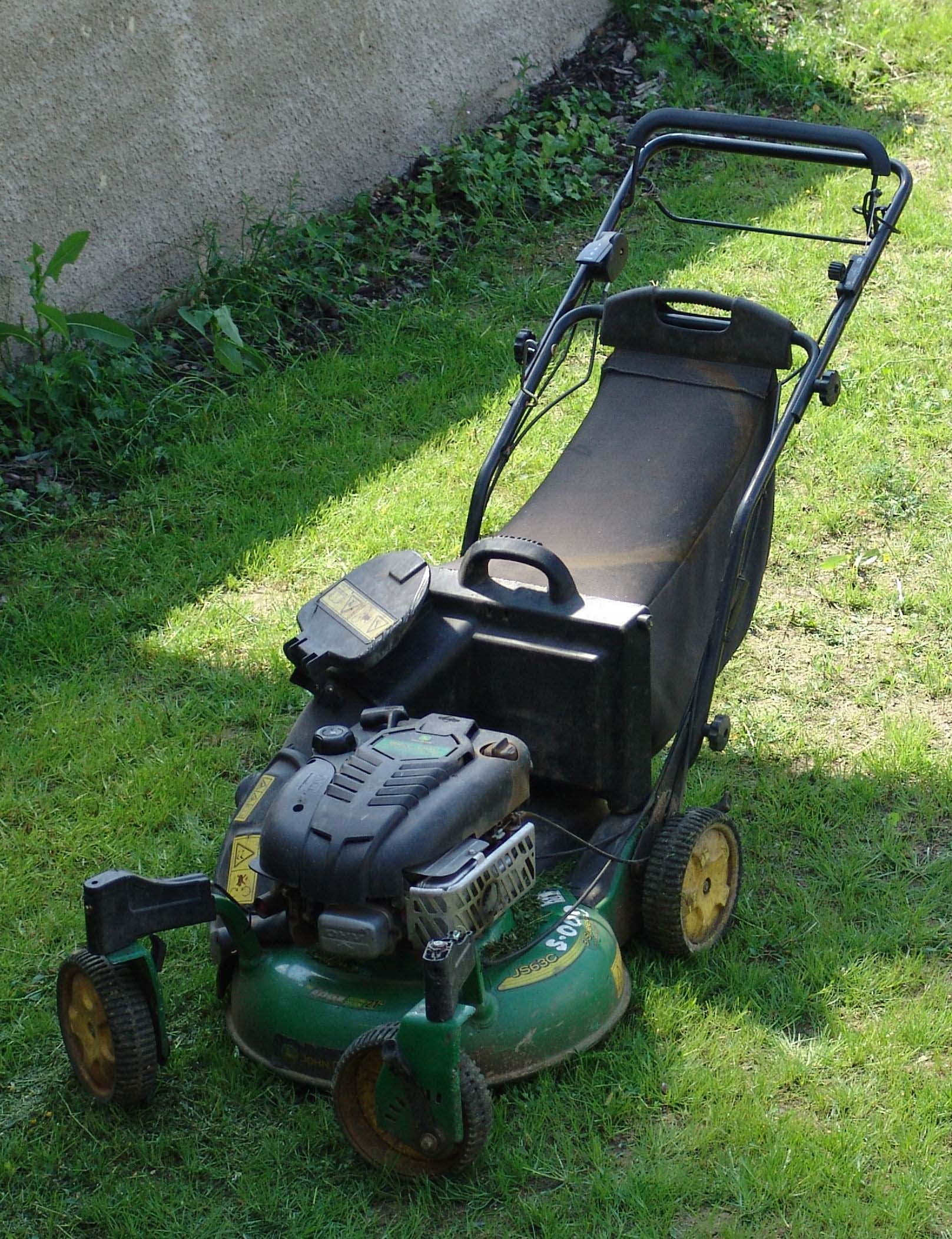
Газонокосилка
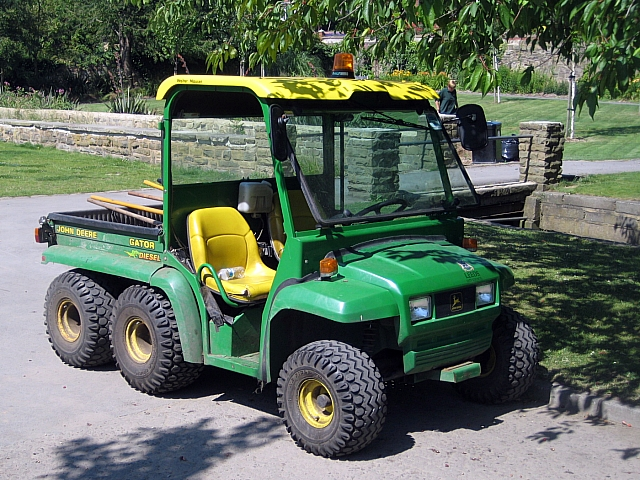
UTV (Gator)
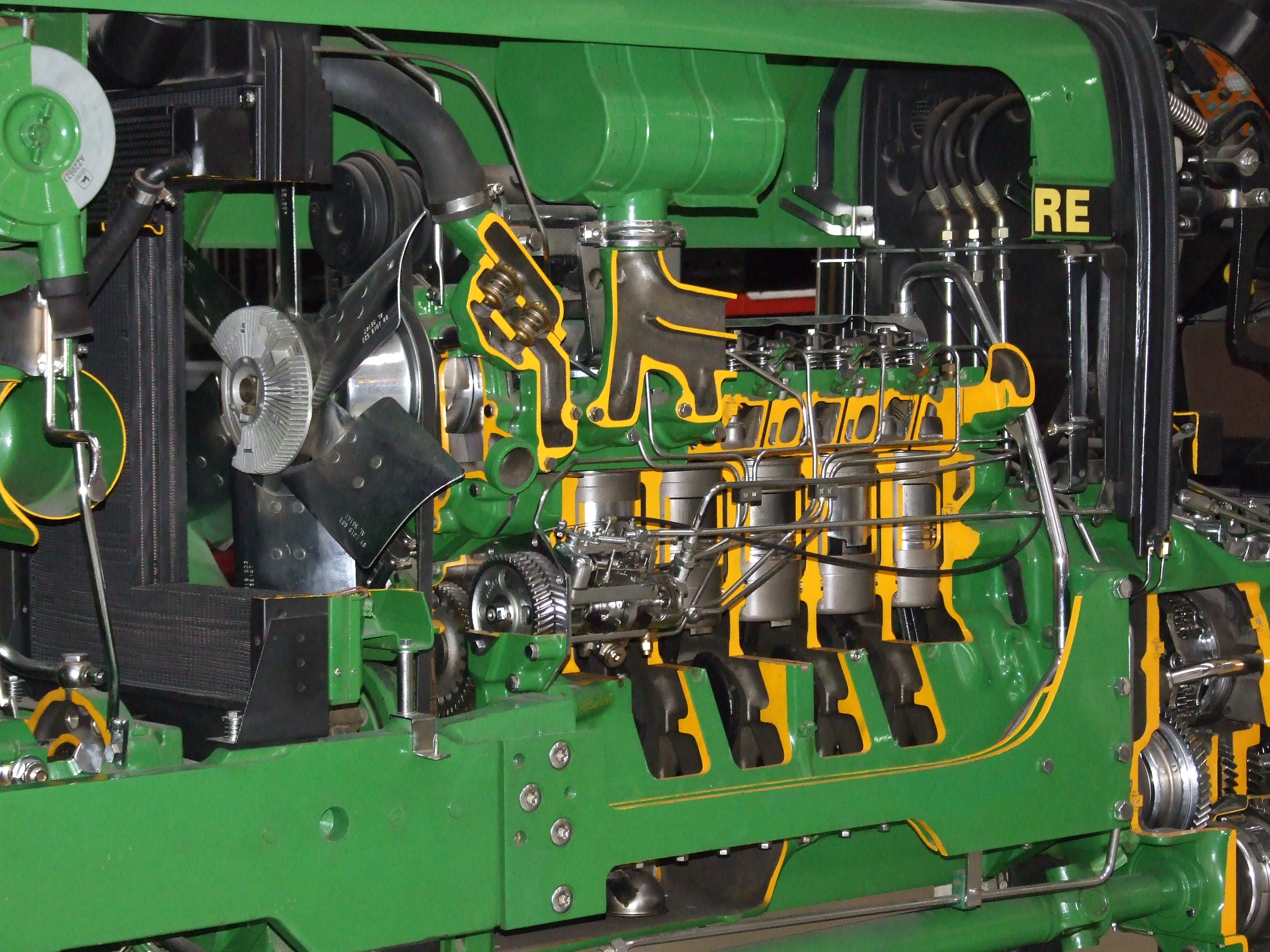
Дизельный двигатель
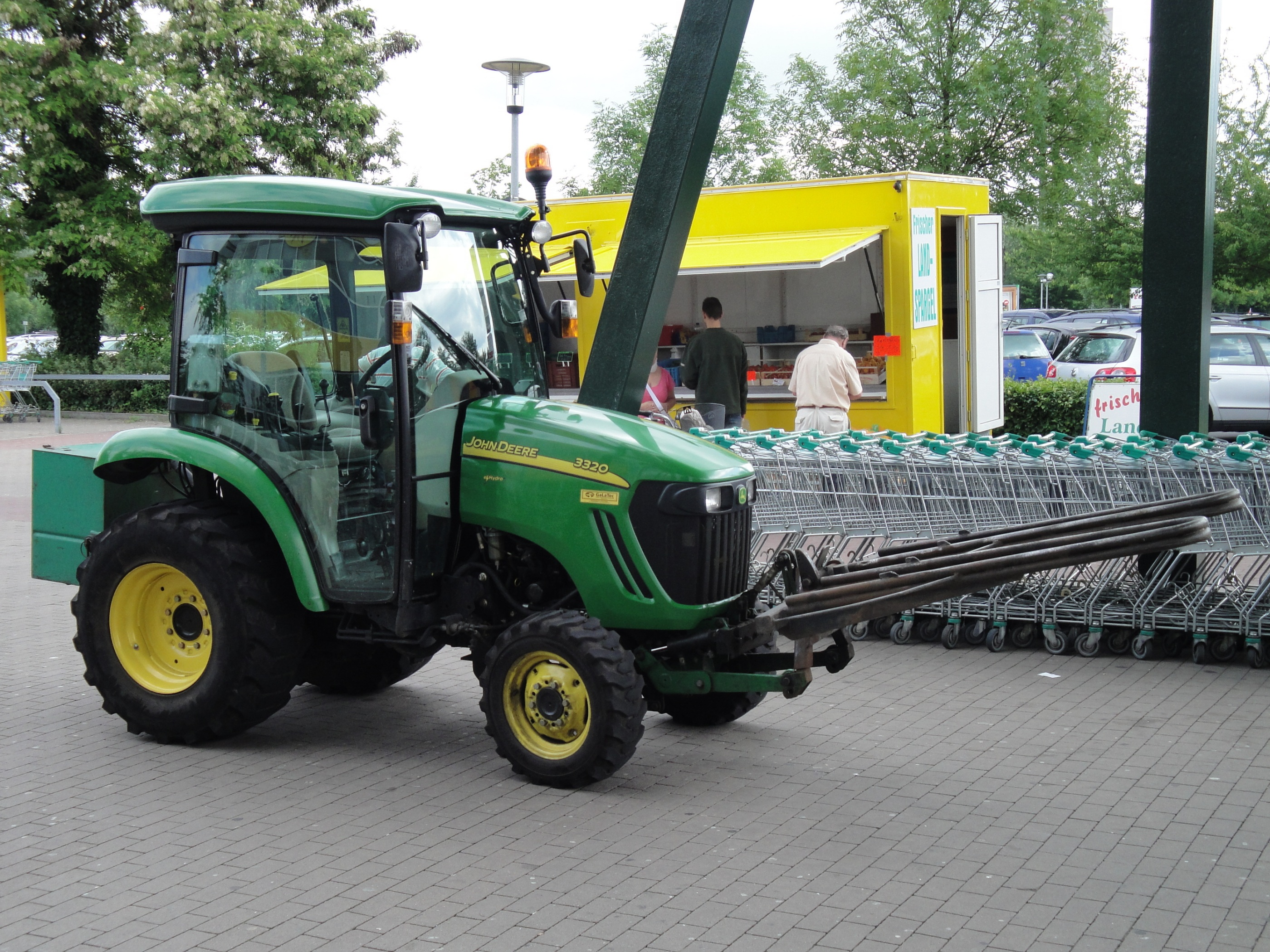
Компактный коммунальный трактор

## Факты
- «Североамериканский центр распределения» компании, расположенный в городе Милан[англ.] (округ Рок-Айленд, штат Иллинойс), имеет площадь 246 000 м² и занимает 4-ю строчку в списке крупнейших зданий и сооружений мира (по площади на земле)[15].
- The Smithsonian Magazine в 2013 г. называет плуг John Deere одним из «101 предметов, которые создали Америку»[16].
- На газонокосилке John Deere совершил своё путешествие из Айовы в Висконсин главный герой фильма Дэвида Линча «Простая история», а также его реальный прототип.